# 小室一成
小室一成(こむろ いっせい、1957年 - )は、日本の医師、医学者。東京大学名誉教授。天皇（現上皇）の主治医を務めており、自他共に認める東大医学部のプリンスと報道されている。医学生時代には中釜斉や森田明夫などと行動を共にした。

## 略歴
1982年3月東京大学医学部医学科卒業

1984年6月東京大学医学部附属病院第三内科医員

1989年9月医学博士の学位を取得

1989年9月ハーバード大学医学部博士研究員

1993年11月東京大学医学部第三内科助手

1998年5月東京大学医学部循環器内科講師

2001年4月千葉大学大学院医学研究院循環病態医科学教授

2009年10月大阪大学大学院医学系研究科循環器内科学教授

2012年8月東京大学大学院医学系研究科循環器内科学教授

2023年4月国際医療福祉大学副学長

## 専門分野
内科学、循環器病学、心不全、心臓血管の発生・再生・老化

## 活動学会
日本循環器学会（代表理事）、日本心臓病学会（理事）、日本心不全学会（理事）、日本血管生物医学会（理事）、日本脈管学会（理事）、日本心血管内分泌代謝学会（理事）、日本循環制御医学会（理事）、国際心臓研究学会（理事）、日本腫瘍循環器学会（初代理事長）

## 立法への関与
循環器学会代表理事として脳卒中・循環器病対策基本法の成立に向けた活動を行い、法案は2018年12月10日に国会で可決された。

## 死亡診断書や原著論文についての報道
東京大学医学系の循環器内科教授に就任した2012年頃から、死亡診断書や原著論文についての調査を何度も受けていることが報道されている。これらについては総理大臣や厚生労働省や東大総長も対応を行い、国会審議もなされている。ただし、2025年2月15日現在、東京大学や国際医療福祉大学から不正行為の認定が発表されたことは一度もない。

### ディオバンの臨床研究論文
高血圧治療の降圧剤「ディオバン」の臨床研究データが改竄された事件（ディオバン事件）において、不正研究グループVARTの責任者であった。由井芳樹による2012年4月14日付のLancet誌での指摘を契機として千葉大学や厚生労働省や日本高血圧学会から調査をされた。2014年7月に千葉大学は、小室らが虚偽の説明をして調査を混乱させたとする最終報告書を公表した。千葉大学は、論文の責任著者であった小室に処分をするよう現所属の東京大学に勧告し、千葉大学に在籍し続けていた論文の共著者には戒告処分を行った。これを受けて東京大学でもディオバン事件について調査が行われ、東大総長が「覚悟しておくように」と小室に伝えたとも報じられたが、東京大学は研究不正行為はなかったとする報告書を2015年3月31日に発表した。日本高血圧学会は、2015年3月27日に、現時点では厳重注意処分とするという見解を発表した。その後、小室はディオバンの臨床試験についてのメイン論文を「現存するデータでは適切に訂正することができないhonest errorがあるため、取り下げる」として撤回することに同意したと日本高血圧学会から2016年8月14日に発表された。2016年10月12日に、参議院議員の櫻井充は、質問主意書において「東京大学では十分な調査が行われていない。ディオバン事件に関係した他大学が行ったように、東京大学は学内メンバーに加えて第三者を含むコンプライアンス委員会を設置して真相解明を図るとともに、責任者の適切な処分を行うべきと考える」と記載した。

### 11jigenによる基礎研究についての告発
2012年の後半ごろから、『セル』や『ネイチャー』の著名な学術雑誌に掲載された基礎研究の論文について、データの修正公告がいくつかなされていた。ディオバン事件に関する報道が盛んになり始めていた2013年3月ごろから、2ちゃんねるの生物板で、責任著者を務める基礎研究論文についての不自然な酷似画像の指摘が15報ほどなされ、11jigenはそれを修正公告が出ている論文についての疑義と共にまとめたウェブサイトを作成し、東京大学と千葉大学と文部科学省に2013年5月に告発した。この告発についての調査結果については一切明らかになっていないが、いくつかの論文については告発後に修正公告が出されている。修正公告の中には大量訂正の事案もある。

### Ordinary_researchersによる基礎研究についての告発
2016年8月29日付で、匿名のOrdinary_researchersから、基礎研究論文についての告発がなされた。2017年8月1日に、東京大学は、調査の結果、不正行為を認定しなかったことを発表した。東大の調査報告書の全文は、大部分が黒塗りの状態で公開された。日経新聞は、調査報告は評判が悪く、東大は有力者に忖度して不正調査を行ったのではないかと主張する記事を配信した。

### 男性調理師の死亡診断書
2018年4月に保険適用が始まったマイトラクリップを使う手術を、医薬品医療機器総合機構の基準では手術が禁じられている41歳の男性調理師に対して2018年9月21日に行った。心房中隔穿刺が出来なかったため手術は中断した。そして、間違った場所を焼灼したことによって生じたと考えられる肺の気胸を翌日の血痰時まで見逃した。手術から4日後の未明には深刻な不整脈が発生し、その翌日午前には心肺停止状態となった。
母親には医療ミスで病状が悪化した可能性は伝えられず、延命治療の選択肢も示されなかった。一度回復基調になったものの、手術から16日後に男性調理師は敗血症性ショックで死亡した。死亡当日に作成された死亡診断書の死因欄には「病死及び自然死」と記載され、手術の有無については「無」と記載された。男性調理師は解剖されずに火葬された。
2018年10月19日の症例検討会では、心房中隔穿刺を行った時間帯の画像が提示されず、麻酔科の点滴ミスのせいで肺に穴が開いたと循環器内科は主張し、会議は紛糾した。その後の東京大学医学部附属病院の幹部会議で、医療法で定められている医療事故調査委員会への報告を行わない方針となった。
内部告発が東京都福祉保健局と大手マスコミに対してなされ、ワセダクロニクル（現Tansa）によって2018年11月26日に、この件の調査報道が始まった。他のメディアも追随して報道を行い、虚偽診断書等作成罪や業務上過失致死傷罪の可能性などが指摘された。東京都庁は2018年12月に立入調査を行い、検証が終わるまでマイトラクリップ手術を中止するよう指導した。
2018年12月5日に、尾辻かな子衆議院議員が質問主意書を内閣に提出した。2018年12月6日に足立信也参議院議員が参議院の厚生労働委員会において東京大学病院の特定機能病院指定取消の可能性に言及した。公明党の加納重雄横浜市議会議員は、この事件を受けて、小室が成立に寄与した脳卒中・循環器病対策基本法に関して、公式サイトで懸念を表明した。
手術に踏み切ったことについては理解を示す声もあった。また、手術の合併症としては、通常起こり得るものであったため、医療事故調査委員会への報告は不要との意見もあった。一方、患者への説明責任を放棄しミスを隠蔽したことは、医療事故対応を処罰感情に基づく責任追及型から、世界標準の再発防止型へパラダイムシフトさせるために、関係者が何年もエネルギーを注いで行ってきた努力を無にするものであるとする意見があった。
2020年3月23日に、東大病院は、医療事故調査制度に則り日本医療安全調査機構に医療事故調査委員会報告書を提出したことを公開した。調査は外部の専門家を加えて行われたとしている。

## 受賞歴
1985年と2010年にそれぞれベルツ賞1等賞を受賞した。

## 関連事項
- 匿名Aによる論文大量不正疑義事件